# Gare de Pantin
Cet article possède un paronyme, voir Gare de Cantin.
La gare de Pantin est une gare ferroviaire française de la ligne de Paris-Est à Mulhouse-Ville, située sur le territoire de la commune de Pantin, dans le département de la Seine-Saint-Denis, en région Île-de-France.
Elle est mise en service en 1864 par la Compagnie des chemins de fer de l'Est sur la ligne de Paris à Strasbourg. Ultérieurement, la section de Paris à Noisy-le-Sec a été officiellement rattachée à la ligne de Paris-Est à Mulhouse-Ville (no 001000) et l'ancienne ligne de Paris à Strasbourg renommée ligne de Noisy-le-Sec à Strasbourg-Ville (no 070000).
Depuis 1999, c'est une gare du réseau Transilien de la Société nationale des chemins de fer français (SNCF), desservie par des trains de la ligne E du RER d'Île-de-France.

## Situation ferroviaire
Établie à 50 mètres d'altitude, la gare de Pantin est située au point kilométrique (PK) 4,460 de la ligne de Paris-Est à Mulhouse-Ville, entre les gares ouvertes de Rosa-Parks et de Noisy-le-Sec.
Ancienne gare de bifurcation, elle était également l'aboutissement de la ligne de La Plaine à Pantin (hors service).

## Histoire

### Avant la gare
Le 10 novembre 1846, le conseil municipal de Pantin n'émet pas d'objections sur le tracé du chemin de fer de Paris à Strasbourg, qui doit traverser la commune pour rejoindre la première station prévue à Noisy-le-Sec. Néanmoins quelques jours plus tard, le 15 novembre, il émet un vœu pour que la station soit déplacée, au lieu-dit la Folie, en limite des communes de Romainville et Noisy-le-Sec afin d'être plus accessible par les habitants de Pantin, Bobigny et Romainville.
Lors de l'ouverture à l'exploitation de la ligne, le 5 juillet 1849, il n'y a pas d'arrêt à Pantin entre Paris et la station de Noisy-le-Sec. La municipalité réitère le 6 octobre 1850 son vœu pour la création d'une gare mais sa demande n'a pas de suite.

### Station de Pantin
C'est en 1864 que la « station de Pantin » est mise en service par la Compagnie des chemins de fer de l'Est.
Le bâtiment voyageurs de style néo-classique est l’œuvre de l'architecte Blondel. Il s'agit d'un bâtiment symétrique, dont la façade est en pierre de taille, avec un corps central à étages muni, côté rue, de trois arcs en plein cintre au rez-de chaussée qui font office d'entrée et sont surmontés par trois fenêtres rectangulaires ainsi que de l'horloge de la gare. Le tout est coiffé par un toit en pavillon au sommet en terrasse, orné d'un épi de faîtage. De part et d'autre, se trouvent deux ailes à un étage munies de cinq percements à arc surbaissé sous toiture à deux croupes.
Le bâtiment étant construit en surplomb des voies, il possède côté quais un niveau supplémentaire muni d'une quinzaine de percements à arc surbaissé, ainsi qu'une passerelle métallique couverte, accessible depuis le bâtiment ou depuis la rue, donnant accès à trois quais en îlot munis de marquises individuelles. Le bâtiment ne possède pas d'arcs en plein cintre côté quais ; l'accès au quai adjacent au bâtiment voyageurs se fait par un escalier souterrain et une marquise donne l'accès à la passerelle côté rue.
Plus tard au cours du XXe siècle[Quand ?], une des ailes du bâtiment a été agrandie, portant sa longueur à neuf travées au lieu de cinq et rompant la symétrie du bâtiment.

La station de Pantin vers 1900
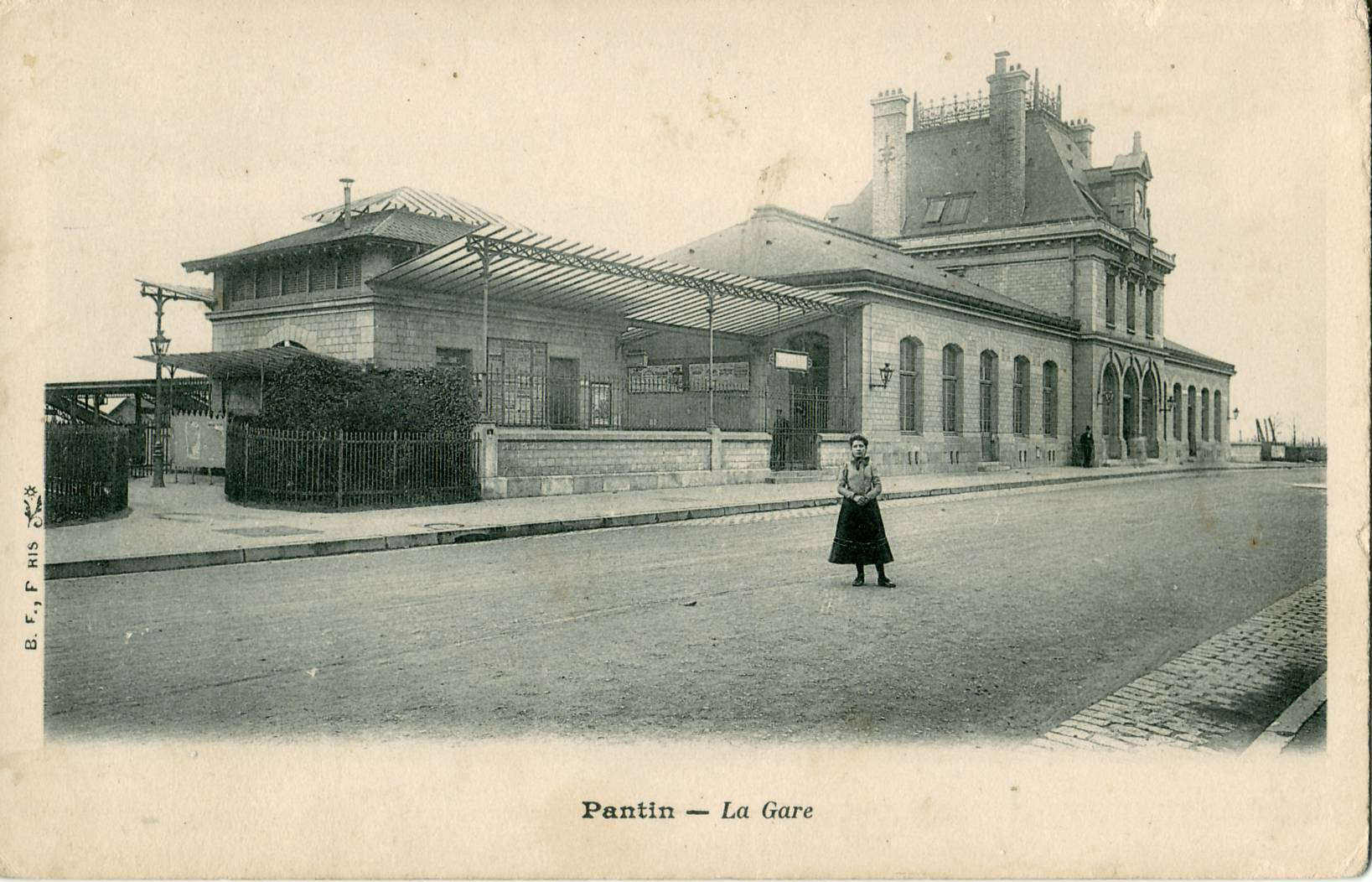
Le bâtiment voyageurs.
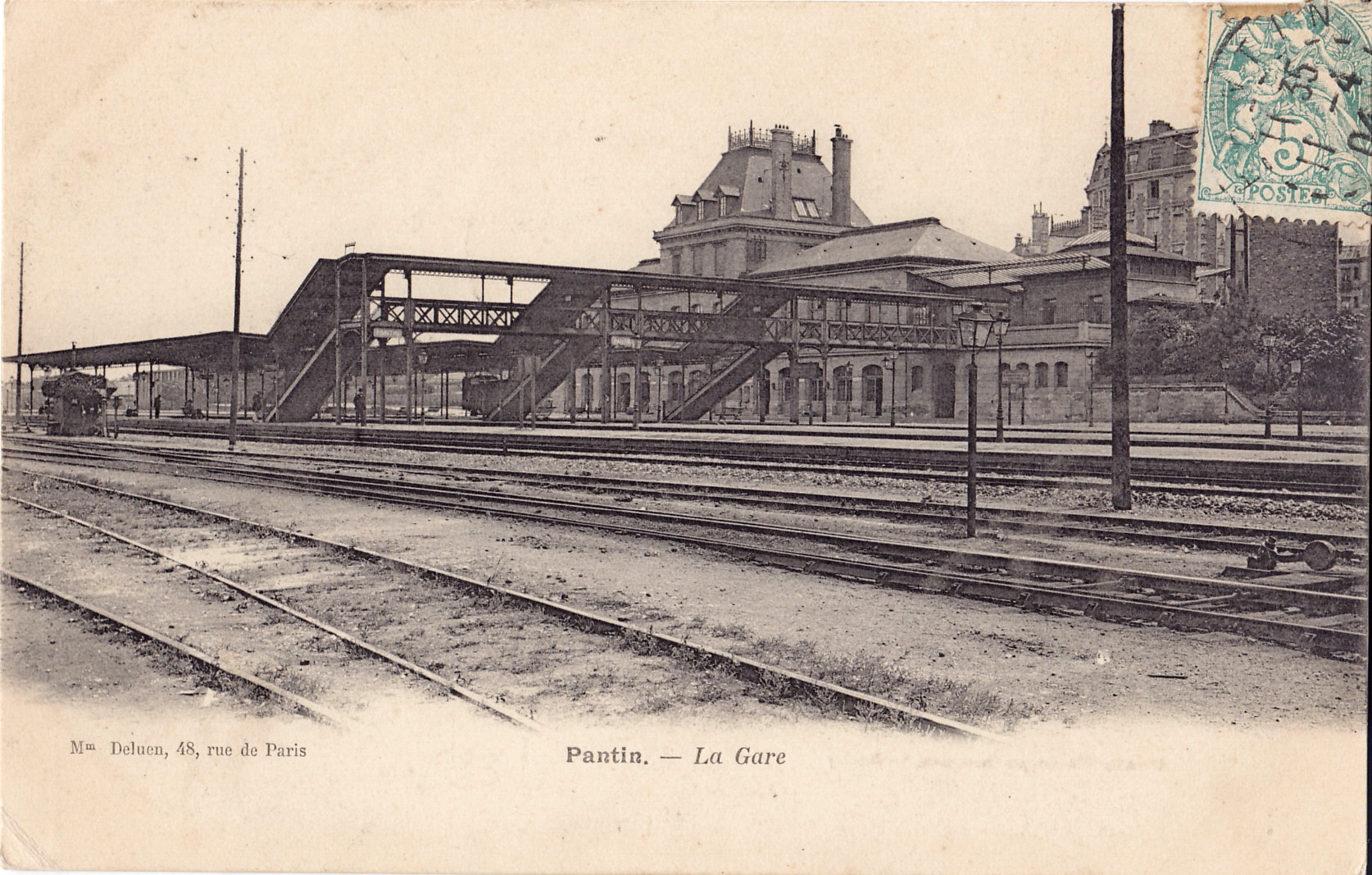
Vue d'ensemble.

### Gare RER
Intégrée au réseau RER depuis 1999, la gare est desservie par les trains de la ligne E de ce réseau en direction ou en provenance de Villiers-sur-Marne et Tournan et de Chelles - Gournay (depuis 2009). 
Depuis le 13 décembre 2009, la desserte comprend :

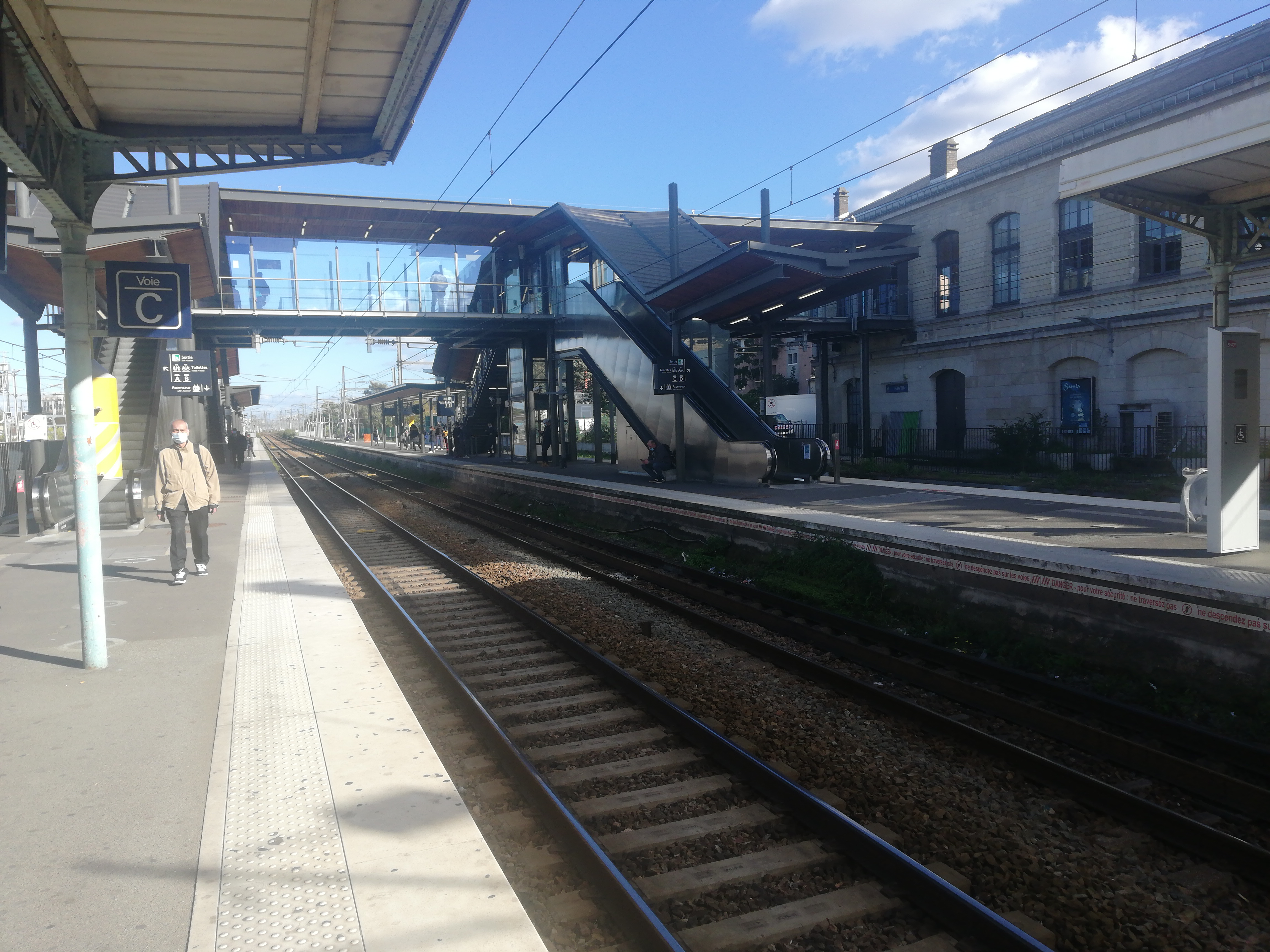
La gare en 2021, avec le bâtiment voyageurs, la passerelle et les quais.

- 12 arrêts par heure (8 Chelles + 4 Villiers), aux heures de pointe, au lieu de 4 jusqu'alors ;
- 8 arrêts par heure (4 Chelles + 4 Villiers), aux heures creuses, au lieu de 4 jusqu'alors ;
- 8 arrêts par heure (4 Chelles + 4 Villiers), en contrepointe, au lieu de 4 jusqu'alors ;
- 8 arrêts par heure (4 Chelles + 4 Villiers), les samedis, dimanches et fêtes, au lieu de 4 jusqu'alors.

Le trafic de la gare est en forte croissance, puisqu'il est passé de 3 500 voyageurs par jour en 1990 à 7 500 en 2007, puis à 10 000 en 2010, notamment avec l’arrivée des salariés de BNP Paribas Securities Service aux Grands Moulins de Pantin, mais l'infrastructure est désormais saturée, avec des quais trop étroits pour accueillir les voyageurs et, jusqu'en août 2018, une seule entrée.
La gare n'a en effet pas été rénovée lors de l'arrivée du RER, époque où elle avait déjà vu son trafic augmenter de 150 %. Ceci explique la décision de rénovation actée lors de la signature du Contrat particulier région-département signé à Pantin le 11 mai 2009 par Jean-Paul Huchon et Claude Bartolone, en vue d'une réalisation d'ici 2013. Le maire demande toutefois la réalisation en urgence d'une passerelle provisoire dès la fin 2010 ou le début 2011. Celle-ci était en place de début juin 2011 jusqu'à fin mars 2018.
Dans le cadre de la rénovation globale de la gare, une nouvelle passerelle, permettant entre autres la fluidité des flux voyageurs dans la gare et son accès aux personnes à mobilité réduite, dont la construction a débuté en octobre 2016, a été finalement ouverte en août 2018, après plusieurs mois de retard sur le calendrier prévisionnel. Cette passerelle est accessible depuis l'intérieur du bâtiment voyageurs. Actuellement (février 2019), elle ne donne accès qu'aux deux premiers quais en îlot ; il faut utiliser l'ancienne passerelle pour accéder au troisième quai. 
En 2023, selon les estimations de la SNCF, la fréquentation annuelle de la gare est de 8 731 368 voyageurs. 

### Gare marchandises
Pendant longtemps, une gare de marchandises était située au nord de la gare voyageurs avec des entrepôts dont les infrastructures étaient affectées à la Sernam. Avec la chute du fret ferroviaire, cette gare étant devenue inutilisée, les lieux ont été depuis transformés en un écoquartier nommé « La Cité fertile »,, abritant dorénavant des centres culturels et festifs. L'autre partie des lieux sera également réutilisée pour abriter un nouveau Centre de commandement qui est en cours de construction, visant à mieux gérer l'exploitation de la ligne E du RER, dans le cadre de son prolongement à l'ouest.

## Service des voyageurs

### Accueil

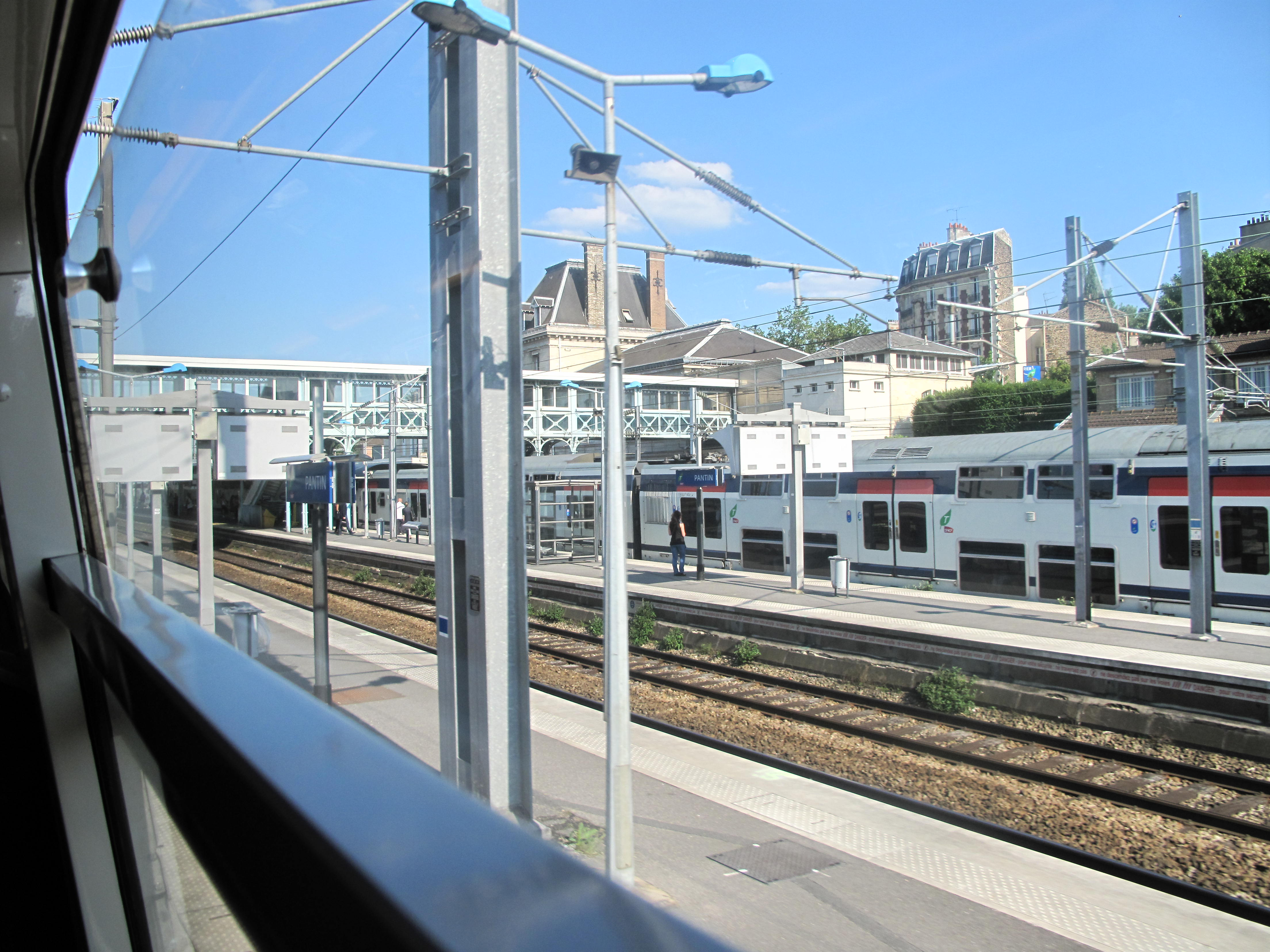
Desserte en 2010.

Gare SNCF Transilien, elle dispose d'un bâtiment voyageurs, avec guichet, ouvert tous les jours. Elle est notamment équipée, d'automates pour l'achat de titres de transport, Transilien et Grandes lignes, et d'un système d'information en temps réel. Elle dispose d'aménagements pour les personnes à la mobilité réduite : bandes d'éveil de vigilance sur les quais et de boucles magnétiques pour les personnes malentendantes. Une boîte aux lettres, une cabine de photographie automatique et un distributeur de boissons et friandises y sont installés.

### Desserte
Pantin est desservie par des trains de la ligne E du RER d'Île-de-France.

### Intermodalité

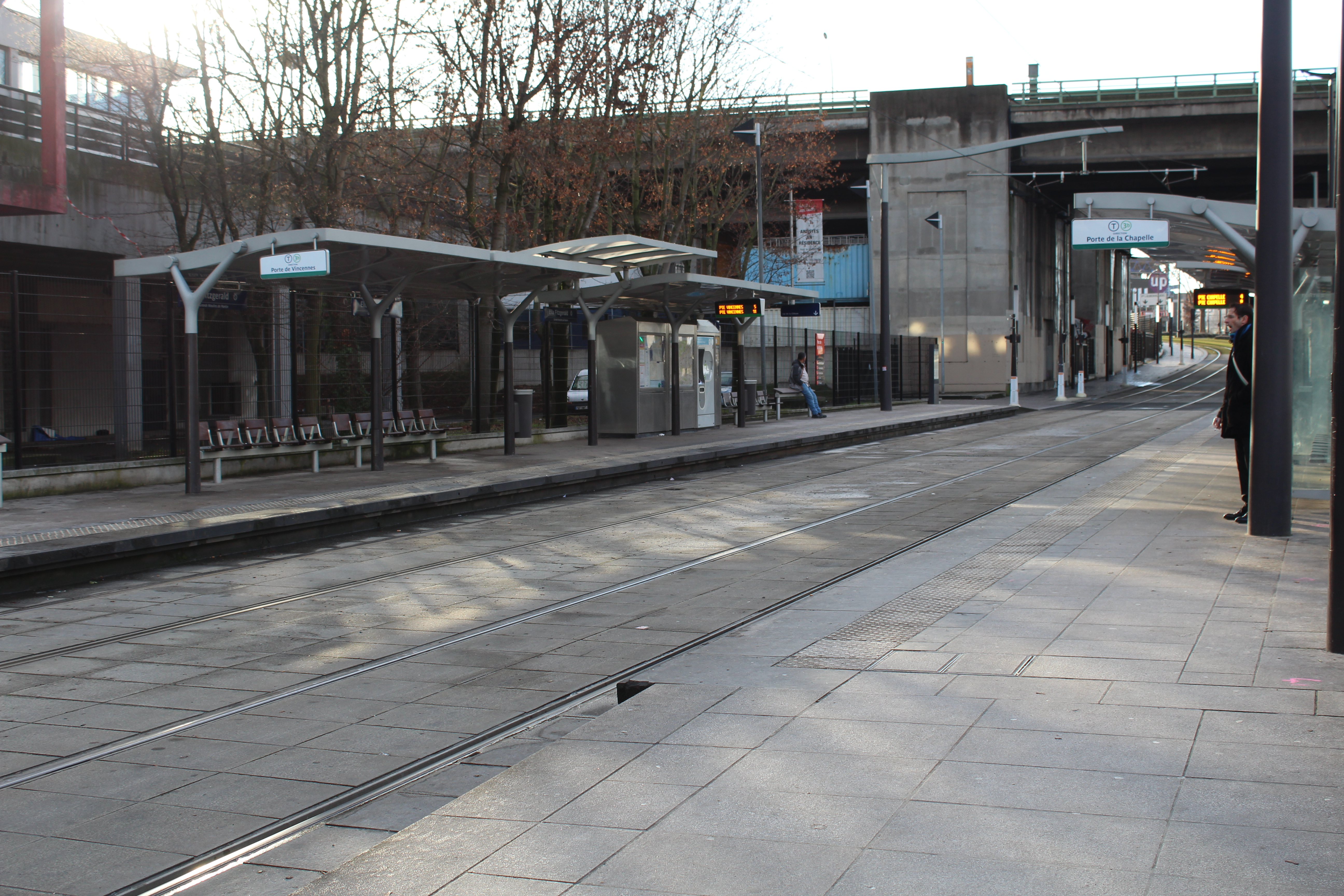
Station du tramway, en février 2017.

Un parc pour les vélos et un parking (payant) pour les véhicules y sont installés.
Elle est desservie par des bus des lignes 151, 170, 249 et 330 du réseau de bus RATP et, la nuit, par les lignes N13, N41 et N140 du réseau Noctilien.
La gare est située à 350 mètres à l'est de la station de tramway Ella Fitzgerald de la ligne 3b du tramway d'Île-de-France. Cette station se trouve à l'ouest de la gare, rue de la Clôture, sur le territoire du 19e arrondissement de Paris. Les personnes désirant effectuer un parcours avec correspondance en utilisant un même titre de transport pour voyager sur le tramway et dans un train desservant la gare doivent donc être munies d'un titre valable au moins dans les zones 1 et 2 de la tarification des transports en commun d'Île-de-France.

## À proximité
- Canal de l'Ourcq
- Centre national de la danse
- Grands Moulins de Pantin
- Hôtel de ville de Pantin, situé à 200 mètres au sud
- Parc de la Villette

## Projet
En 2020, un nouveau bâtiment devrait être mis en service à proximité de la gare. Il abritera le centre de commande unique de la ligne E du RER et la commande centralisée du réseau de Paris-Est, ainsi qu'une centrale sous-station en annexe.